# Ambasada Korei Południowej przy Stolicy Apostolskiej
Ambasada Korei Południowej przy Stolicy Apostolskiej – misja dyplomatyczna Republiki Korei przy Stolicy Apostolskiej. Ambasada mieści się w Rzymie.

## Historia
Korea Południowa nawiązała stosunki dyplomatyczne ze Stolicą Apostolską w 1963, jednak kontakty watykańsko-koreańskie utrzymywane były również wcześniej. Od 1966 przedstawicielstwa dyplomatyczne są w randzie ambasad.